# 木衛五十四
木衛五十四（S/2016 J 1）是环绕木星运行的一颗卫星。斯科特·谢泼德和他的團隊於2016年發現了木衛五十四，但直到2017年6月2日才在小行星中心的小行星電子通告上公佈這一發現。它的直徑約為1km，以約20650845 km的半長軸運行，軌道傾角約為139.8°。木衛五十四屬於阿南刻群。